# ب‌ام‌و ۳/۲۰

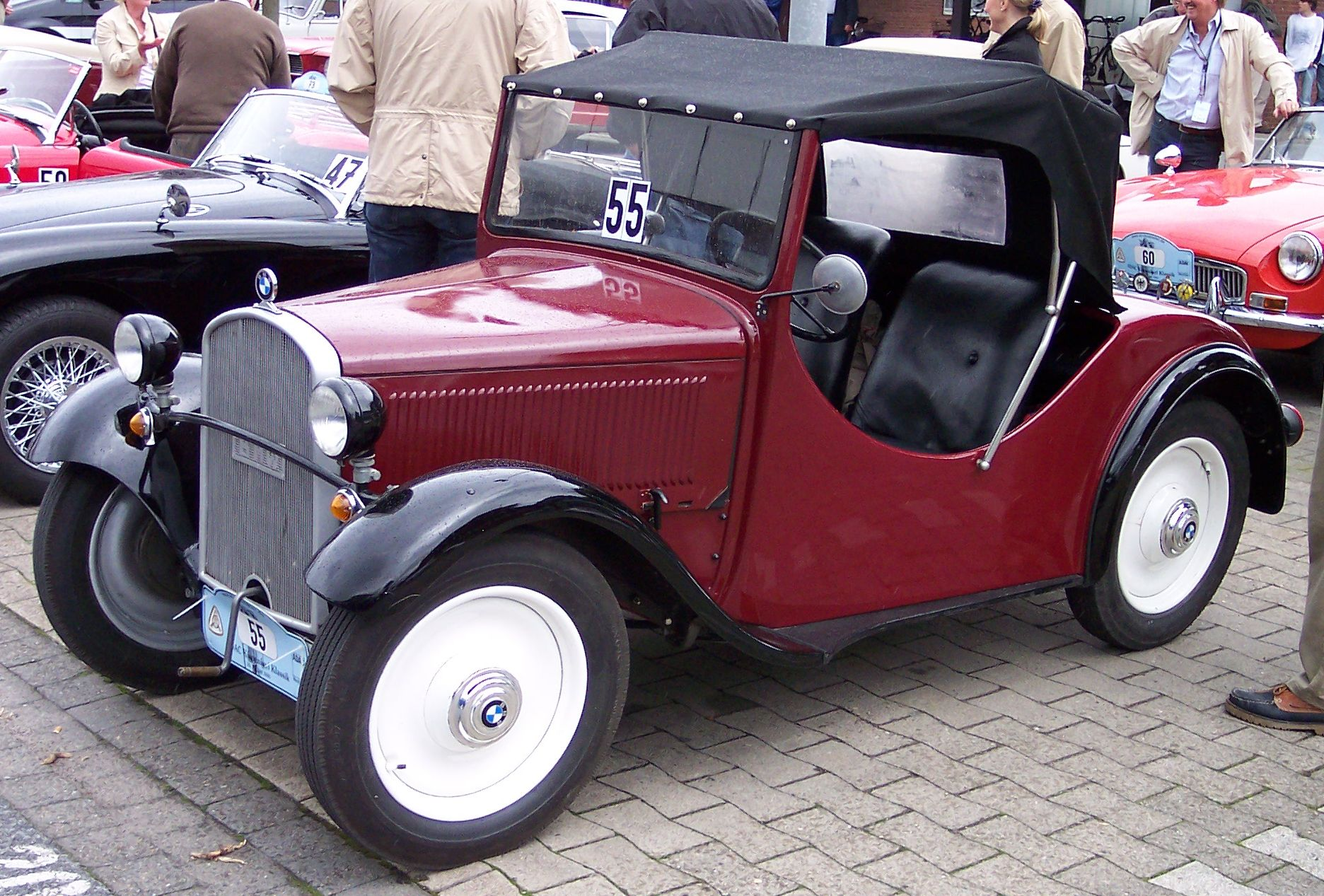

ب‌ام‌و ۳/۲۰ (BMW ۳/۲۰) خودرویی است که در سال‌های ۱۹۳۲ تا ۱۹۳۴ در آیزناخ و آلمان تولید شده‌است.
طراحی آن توزیع نیروی پیشران بوده است.
موتور آن ۷۸۸ سی‌سی است.